# بقعه پیرقطب‌الدین
بقعه پیرقطب الدین که در میان مردم محلی توربه پیرقوب شناخته می‌شود، از مکان‌های زیارتی شهرستان و حومه محسوب می‌شود که در ۳ کیلومتری راه آستارا به اردبیل، داخل قبرستان باغچه‌سرا، روی تپهٔ نسبتاً بلند قرار گرفته‌است.
این بنا آجری که طولش بیشتر از ۱۱ و عرضش ۶ متراست. پیشینهٔ بقعهٔ پیرقطب الدین به دوره قاجاریه می‌رسد. ورودی بنا در قسمت جنوبش قرار دارد که به کفش کن هم راه پیدا می‌کند. بقعه پیر قطب الدین زیارتگاه اهالی اطراف است. داخل بقعه، سنگ مرمر سفید رنگی به طول ۱۲۲، عرض۳۰ و قطر ۱۶ سانتی‌متر وجود دارد. هم اکنون این سنگ مرمراز طرف سازمان میراث فرهنگی به موزه تاریخ شهر رشت انتقال داده و در آنجا نگهداری می شود.
کنار در ورودی بقعه، سنگ سیاه تو خالی بزرگی به صورت سنگ قبر دیده می‌شود که نقش‌های زیبایی در چهار طرف آن حک شده‌است. در محوطهٔ اطراف بقعه، تعدادی سنگ تراشیده ظریف به صورت پلکان نصب شده که سنگ قبر سیاهی در قسمت کفش کن دیده می‌شود و کتیبه‌ای دارد که متأسفانه به سبب فرسودگی، نوشته هاش خوانا نیست.